# Mašić
Mašić – wieś w Chorwacji, w żupanii brodzko-posawskiej, w gminie Dragalić. W 2011 roku liczyła 266 mieszkańców.